# Fra flyvemaskine til eksprestog
Fra flyvemaskine til eksprestog er en amerikansk stumfilm fra 1922 af George B. Seitz.

## Medvirkende
- Charles Hutchison som Hutch McClellund
- Marguerite Clayton som Dariel Bainbridge
- Richard Neill som Hilton Lennox
- Frank Hagney
- Pearl Shepard som Fay Vallon
- Joe Cuny
- Cecile Bonnel